# ماریا الکساندرا
ماریا الکساندرا (انگلیسی: Maria Alexandru؛ زادهٔ ۳۰ دسامبر ۱۹۳۹) یک بازیکن تنیس روی میز اهل رومانی است.
وی در مسابقات کشوری و بین‌المللی در مجموع برنده ۷ مدال طلا، ۱۰ مدال نقره، ۱۱ مدال برنز شده‌است.